# Heerlijkheid Blumenegg

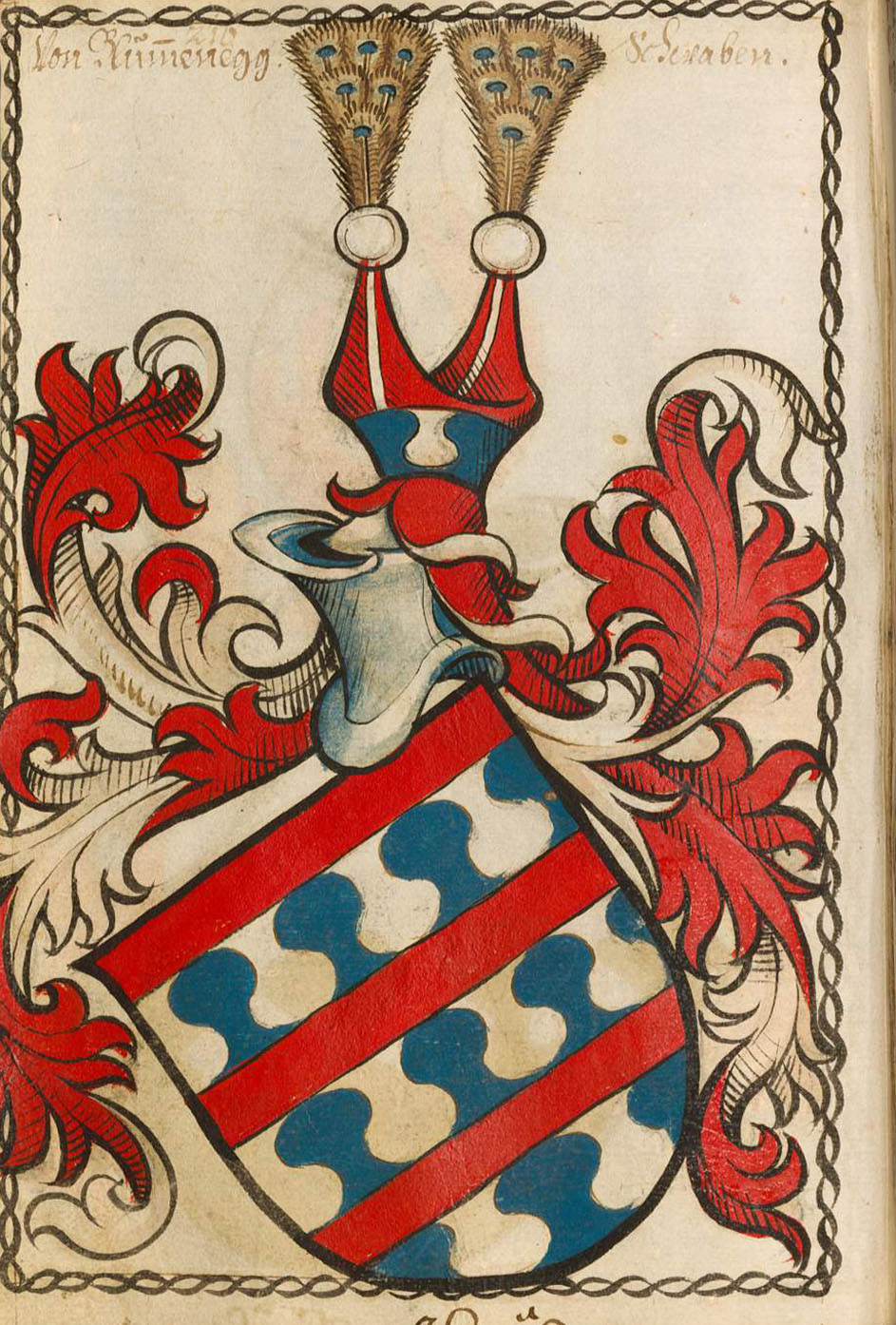
Blumenegg (Scheiblers Wapenboek)

De heerlijkheid Blumenegg was een tot de Zwabische Kreits behorende heerlijkheid binnen het Heilige Roomse Rijk.
Het gebied in het Oostenrijkse Vorarlberg omvat de huidige gemeenten Thüringen, Bludesch, Ludesch en Thüringerberg. In 1265 werd Blumenegg voor het eerst vermeld als behorende tot het Graafschap Werdenberg. In 1342 ontstond er bij de deling van het graafschap Werdenberg-Sargans een afzonderlijk graafschap Vaduz voor een jongere tak van dit gravenhuis.  De tak te Vaduz stierf in 1416 uit. Ten gevolge van het huwelijk van vrijheer Wolfhart I van Brandis met Verena van Werdenberg-Heiligenberg-Blumegg, de weduwe van graaf Hartman van Werdenberg-Sargans verwief hij het graafschap Vaduz en de heerlijkheid Blumenegg.
Na het uitsterven van de vrijheren van Brandis in 1507 het graafschap aan graaf Alwig van Sulz, ten gevolge van zijn huwelijk met Verena van Brandis. Hierdoor kwam Blumenegg in personele unie met het vorstelijk landgraafschap Klettgau. Na de dood van Alwig II in 1572 deelden zijn zonen de bezittingen:
- Karel Lodewijk kreeg de Klettgau
- Rudolf kreeg Vaduz en Blumenegg

De graven van Sulz verkochten Blumenegg in 1616 aan de abdij Weingarten. 
Toen artikel 12 van de Reichsdeputationshauptschluss van 25 februari dit abdijvorstendom aan het vorstendom Nassau-Oranje-Fulda toekende, kwam daarmee ook Blumenegg aan het huis Oranje-Nassau. Reeds in 1804 stond Willem van Oranje de heerlijkheid Blumenegg met de daarin gelegen abdij St. Gerold (voogdij Friesen) en de proosdij Bandern in Liechtenstein af aan het keizerrijk Oostenrijk. Sindsdien maakte de heerlijkheid Blumenegg deel uit van Vorarlberg.